# Ниязов, Амин Ирматович
Ами́н Ирма́тович Ния́зов (7 ноября 1903, c. Ак-Тепе, Ферганская область, Российская империя — 26 декабря 1973, Ташкент) — советский партийный и государственный деятель, первый секретарь ЦК Компартии Узбекистана (1950—1955).

## Биография
Родился в семье крестьянина. Отец работал издольщиком у богатых землевладельцев. Член ВКП(б) с 1925 года.
Трудовую деятельность начал в 1919 году: работал в Ферганском уездном продовольственном комитете, затем секретарём Ферганского городского комитета комсомола.
В 1920—1930 годах — в советских органах: сотрудник Туркестанской ЧК, ГПУ, затем заведующий Ферганским областным финансовым отделом. В 1926 году был назначен заведующим финансовым отделом исполнительного комитета Ферганского областного Совета депутатов трудящихся. В 1929 году возглавил государственный семенной фонд. С 1930 года один из организаторов хлопкоочистительной промышленности.
В 1934 году окончил Всесоюзную промышленную академию им. И. В. Сталина.
В 1934 году был направлен на строительство Чирчикского электрохимкомбината, где начинает работу в качестве прораба, начальника участка, затем — главного инженера строительства.
С 1935 года — на руководящей хозяйственной и партийной работе.
- 1940—1946 гг. — нарком финансов Узбекской ССР.
- 1946—1947 гг. — заместитель председателя Совета Министров Узбекской ССР,
- 1947—1950 гг. — председатель Президиума Верховного Совета Узбекской ССР. Выступил одним из инициаторов строительства крупных ирригационных сооружений — Каттакурганского и Чимкурганского водохранилищ, освоения земель Центральной Ферганы и Голодной степи, улучшения мелиоративного состояния земель Бухарской, Самаркандской и Хорезмской областей.

В апреле 1950 года, после назначения Усмана Юсупова министром хлопководства СССР, избран первым секретарём ЦК КП(б) Узбекистана.
В этот период была программа развития Узбекской ССР, в целях реализации которой были приняты постановления Совета Министров СССР:
- «Масштабное материально-техническое обеспечение и снабжение хлопковой отрасли Узбекской ССР»,
- «Списание недоимок с хлопкосеющих колхозов»,
- «Установление зарплат и пенсий для механизаторов»,
- «О повышении закупочных цен на хлопок, каракуль, шёлк»,
- «Об освоении Центральной Ферганы»,
- «О строительстве Кайракумского водохранилища (совместно с Таджикской ССР)»,
- «О переходе на новую систему полива»,
- «О строительстве Ангренской ГРЭС»,
- «О мерах развития хлопководства и животноводства в Узбекской ССР».

Было начато строительство авторемонтного завода в Андижане, построена дизельная электростанция в Бухаре, Наманганская ГЭС № 3, ТЭС в Карши. В Узбекистане началась массовая механизация посева передовым тогда квадратно-гнездовым методом и сбора хлопка-сырца посредством первых отечественных серийных хлопкоуборочных машин СХМ-48 производства завода «Ташсельмаш». Также были созданы Медицинский институт в Андижане, Институт Краевой Медицины Академии Наук, НИИ онкологии и радиологии, построены 42 школы, полностью все школы обеспечивались учебными пособиями и инвентарём, введено государственное питание для 1000 детей школьных интернатов.
После смерти И. В. Сталина первое время сохранял свои позиции, но 22 декабря 1955 года потерял пост главы республиканской парторганизации и был заменен а Нуритдина Мухитдинова. Считается представителем т. н. «ферганского клана».
В 1956—1957 годах — министр коммунального хозяйства Узбекской ССР.
С 1957 года на пенсии.
Член ЦК КПСС (1952—1956). Депутат Верховного Совета СССР 2—4-го созывов (1946—1958).

## Награды и звания
- Два ордена Ленина
  - 16.01.1950[3]
  - 06.11.1953 — в связи с 50-летием и отмечая заслуги перед Коммунистической партией и Советским государством[4]
- Три ордена Трудового Красного знамени (в том числе 11.01.1957[5])
- Два ордена Красной Звезды
- «Заслуженный строитель Узбекской ССР» (06.11.1973)[6]